# Ангарский электролизный химический комбинат
АО «Анга́рский электро́лизный хими́ческий комбина́т» (АО «АЭХК») — предприятие атомной промышленности России, расположенное в городе Ангарске, является дочерним предприятием госкорпорации «Росатом», входит в Топливную компанию «ТВЭЛ».
Направлениями деятельности комбината являются:
- обогащение урана;
- производство гексафторида урана;
- химическое производство;
- дезактивация и вывод из эксплуатации ядерных объектов.

## История предприятия
Решение о строительстве комбината было принято Советом Министров СССР 10 марта 1954 года, а три с половиной года спустя, в октябре 1957 года, был запущен разделительный завод, способный выделить из уранового концентрата начинку для ядерных реакторов — изотоп U-235. Темпы строительства были рекордными. В 1954 году принято решение Совета Министров СССР о строительстве в городе Ангарске Иркутской области комбината атомной промышленности (10.03.1954).
В то время он назывался «Предприятие п/я № 79».
По воспоминаниям тогдашнего министра Минсредмаша Е. П. Славского, в мае 1954 года стало ясно, что электроэнергии Иркутской ГЭС не хватит для удовлетворения потребностей комбината. Необходимо было срочно подписать документ у Н. С. Хрущева, чтобы строительство Братской ГЭС попало в титульный лист будущего года. Славский добился у Хрущёва документа о строительстве Братской ГЭС.
В 1957—1963 годах построены и сданы в эксплуатацию основные промышленные объекты АЭХК: сублиматный завод, завод по обогащению урана в объёме четырёх корпусов вместе с энергетическим и вспомогательным комплексами. В эти же годы для работников комбината построен жилой район юго-западной части города Ангарска со всей инфраструктурой.
В 1964 году выведен на проектную мощность электролизный завод, чем завершился период строительства и ввода в эксплуатацию уникального оборудования. Результатом стало создание самого крупного в мире на то время газодиффузионного завода.
В 1972—1974 годах осуществлена полная технологическая реконструкция завода по производству сырьевого гексафторида урана, разработаны новые технологические процессы и оборудование.
В 1985—1995 годах осуществлён переход с диффузионного метода обогащения урана на газоцентрифужный со значительным увеличением производительности, уменьшением удельного энергопотребления и, как следствие, существенным улучшением экологической обстановки в регионе.

## Новейшая история
Численность персонала по состоянию на 2015 год — 1000 человек.
2007 год — на базе комбината создано ОАО «Международный центр по обогащению урана (МЦОУ)», которое занимается складированием (Международный банк ядерного топлива), а в перспективе — и переработкой отработанного ядерного топлива (в основном гексафторида урана), поступающего из-за рубежа.
29 ноября 2010 года в ОАО «МЦОУ» было завершено создание гарантийного физического запаса низкообогащенного урана.
В 2012 году по итогам 2011 года ОАО «АЭХК» получил диплом ГК «Росатом» «Лидер производительности» за наивысшую динамику производительности труда. В мае завершился финальный этап модернизации производства гексафторида урана на ОАО «АЭХК» и состоялся торжественный прием в эксплуатацию центрального диспетчерского пункта сублиматного производства (СП). Ведется работа с Правительством Иркутской области, ОАО «ТВЭЛ», промышленными и инжиниринговыми компаниями об открытии на базе АЭХК новых неурановых производств.
2014 год — 1 апреля был остановлен выпуск продукции сублиматного производства. Комбинат активно прорабатывает проекты по созданию замещающих неядерных производств — оксидов ниобия и тантала и особо чистых кристаллов кварца. Деятельность ОАО «АЭХК» сертифицирована в соответствии с системой менеджмента качества ISO 9001:2000 и системой экологического менеджмента ISO 14001:2004 в системах сертификации Российского регистра и IQNet.
В 2016—2017 годах налажено (восстановлено) производство трифторметансульфокислоты (ценного катализатора для органического синтеза, биохимии, производства фармацевтических препаратов) мощностью 22,5 тонны в год электрохимическим способом. Трифторметансульфокислота производства АЭХК экспортируется в США, ведутся работы по выводу продукции на рынки ЕС, Швейцарии и Японии.
В мае 2019 года в рамках инвестиционного проекта «Восстановление производства бифторида калия» на АЭХК были запущена в опытно-промышленную эксплуатацию установка для его производства. Продукция соответствует ГОСТ. Бифторид калия (или калий фтористый кислый) используется для производства частей авиационных двигателей. Предполагается, что новая продукция АЭХК будет продвигаться для продажи за рубеж.
В мае 2019 года Федеральная служба по экологическому, технологическому и атомному надзору выдала АЭХК лицензию на право выполнения работ и предоставления услуг эксплуатирующим организациям по выводу из эксплуатации ядерных установок.
«ТВЭЛ» обсуждает возможность о создании индустриального парка за пределами завода «АЭХК». В индустриальном парке могут разместиться крупные компании, которые буду использовать возможности АЭХК. Это позволит повысить заводу долю неядерной продукции в своей деятельности.
В марте 2021 года состоялся пуск опытной установки по производству гидроксида лития батарейного качества. Положительный опыт, полученный при комплексном опробовании установки, станет основой технологических решений для крупнотоннажного производства, его планируют запустить уже в 2024 году. Сейчас мощность опытной установки — более 100 тонн в год.
В ноябре 2022 года комбинат завершил начатый в 2016 году вывод из эксплуатации ядерной установки У-5 на территории ВНИИНМа. Введённое в эксплуатацию здание установки было законсервировано в 1965 году, при этом в помещениях, оборудовании и спецкоммуникациях оставались накопленные радиоактивные вещества. Реализация проекта осложнялась местоположением здания — в густонаселённом столичном районе Щукино в стеснённых условиях действующего научного института. Выполнены: общая дезактивация, демонтаж строительных конструкций и инженерных сетей, извлечение фундаментов, обратная засыпка котлована и реабилитация территории. Извлечённые отходы переданы оператору по обращению с РАО.

## Проблемы предприятия
В августе 2019 года советом при президенте РФ по правам человека было отмечено, что не решена проблема обеспечения безопасности на открытых площадках комбината при длительном контейнерном хранении обедненного гексафторида урана (ОГФУ), который является токсичным и радиоактивным, а при определённых условиям летучим побочным продуктом.
По оценке совета, объёмы ОГФУ на площадках предприятия составляют сотни тысяч тонн. Спутниковые снимки свидетельствуют, что количество контейнеров меньше не становится.
Ростехнадзором также как и СПЧ было отмечено, что емкости обедненного гексафторида урана хранятся на площадках в условиях опасности разгерметизации из-за коррозии под открытым небом. Это создает экологические риски, а также опасность радиоактивного загрязнения.

## Награды
- 29 июля 1966 года Указом Президиума Верховного Совета СССР Ангарский электролизный химический комбинат награждён орденом Трудового Красного Знамени
- 1983 год — коллектив разделительного завода награждён Премией Совета Министров СССР за работу в области совершенствования технологии производства радиоактивных веществ;
- 1997 год — технология изготовления монокристаллических детекторов, применяемых в производстве индивидуальных дозиметров, удостоена Золотой медали на Международной выставке «Брюссель-Эврика»;
- 2003, 2007 гг. — индивидуальные дозиметры, производимые АЭХК, удостоены Золотой медали Международного салона промышленной собственности «Архимед»;
- 2004 год — шести работникам комбината присвоена Премия Правительства РФ и звание «Лауреат премии в области науки и техники за разработку автоматизированного комплекса индивидуального дозиметрического контроля»;
- 2005 год — трудовой коллектив АЭХК награждён за благотворительную деятельность «Золотой грамотой Мецената» с занесением названия комбината в «Золотую Книгу Наций»;
- 2006 год — АЭХК признан победителем Всероссийского конкурса «Российская организация высокой социальной эффективности» в отраслевой номинации среди 37 предприятий атомной энергетики и промышленности;
- 2006, 2008 гг. — трифлатная продукция химического завода АЭХК удостоена звания лауреатов и отмечена золотыми знаками всероссийского конкурса «100 лучших товаров России»;
- 2007 год — коллектив АЭХК отмечен Благодарностью Президента РФ — «За большой вклад в развитие атомного энергопромышленного комплекса»;
- 2008 год — АЭХК признан победителем регионального конкурса «Организация высокой социальной эффективности и лучших достижений в сфере развития социального партнерства»;
- 2008 год — Ангарский электролизный химический комбинат внесен во «Всероссийскую Книгу Почёта» — Федеральный Реестр предприятий и организаций, способствующих развитию региона и формированию процветающей России.
- 2009 год — АЭХК занесен в Книгу почёта г. Ангарска за значительный вклад в развитие города и его историю, за высокую социальную эффективность и меценатство.[16]

## Известные сотрудники
См. Категория:Сотрудники Ангарского электролизного химического комбината

## Руководители
- Новокшенов, Виктор Федорович — первый директор предприятия (сентябрь 1954 — май 1985);
- Тихомолов Юрий Владимирович (май 1985 — сентябрь 1994);
- Шопен, Виктор Пантелеймонович — генеральный директор (сентябрь 1994 — июнь 2008);
- Белоусов Александр Андрианович — генеральный директор (июнь 2008 — февраль 2012);
- Гернер Юрий Константинович — генеральный директор (февраль 2012 — август 2014);
- Петров Игорь Валентинович — генеральный директор (август 2014 — июнь 2016);
- Дудин Александр Викторович — генеральный директор (июнь 2016 — май 2022);
- Глушенков Вячеслав Валерьевич — генеральный директор (май 2022 — настоящее время).